# Antoine-Gervais Girard
Pour les articles homonymes, voir Antoine Girard et Girard.
L’abbé Antoine-Gervais Girard est un humaniste français né à Goux-les-Usiers le 7 février 1752 et mort à Rodez le 23 avril 1822. 

## Biographie
Il est directeur du collège de Rodez (1812), et forma dans cet établissement des élèves distingués, parmi lesquels on cite Denis Frayssinous. 
On lui doit l’ouvrage suivant, qui eut un légitime succès : Préceptes de rhétorique tirés des auteurs anciens et modernes (1787, in-12).